# Данило Ди Лука
Данило Ди Лука (на италиански: Danilo Di Luca) е италиански шосеен колоездач.
За последно се е състезавал за професионалния отбор LPR Brakes – Farnese Vini. През 2009 г. е уличен в употреба на допинг и изтърпява наказание.
Печели Обиколката на Италия (2007), Обиколката на Ломбардия (2001), обиколката Лиеж – Бастон – Лиеж (2007).

## Ранни години
Роден в Сполторо, провинция Пескара, Данило Ди Лука става професионалист през 1998 година в отбора Рисо Скоти. Показва голям талант, като печели „Джиро Д'Италия“ за под 23 години. Първата му професионална победа идва през 1999 година, когато се премества в „Кантина Толо-Алексия Алуминио“ и печели първия етап в „Джиро Д'амбрузо“. Той остава в отбора и през 2001 година, като печели четвъртия етап от Обиколката на Италия и Обиколката на Ломбардия. Тогава той прави трансфер в „Саеко-Лонгони спорт“.
През времето, което е в „Саеко“, губи Обиколката на Страната на баските в последния етап (планински по часовник), в който съперникът му Андреас Кльоден взима лидерството и печели. Комбинирано с контузията му се появява слух, че Данило Ди Лука е използвал допинг. През 2004 година италиански специалисти вземат проба от Данило Ди Лука за допинг и поради останали съмнения той пропуска Обиколката на Франция.

## Кариерни години
2005 г.
През 2005 година Данило Ди Лука отива в „Ликуигаз-Бианки“. Тогава в отбора са Марио Чиполини, Дарио Чиони, Стефано Гарцели и Магнус Бякщед. Данило ги води в пролетните класики (еднодневни състезания). Първата му победа идва, когато печели първия етап от Обиколката на Страната на баските, а в крайна сметка и цялото състезание, побеждавайки Айтор Оса в последния етап по часовник.
Спечелва също „Амстел Голд Рейс“ и „Ла Флеш Валон“.
Ди Лука си спечелва слава на специалист в кратки състезания; затова неговото представяне на „Джиро Д'Италия“ идва като изненада. Там той печели 2 етапа и завърши 4-ти в генералното класиране. По-късно през сезона завършва 5-и в Обиколката на Полша. С 4-то място в Цюрих – Метзгете Данило Ди Лука става шампион по еднодневни турове за 2005 г.
2007 г.
През 2007 г. печели класиките Милано-Торино през март и Лиеж – Бастон – Лиеж през април. Печели 2 етапа от Обиколката на Италия и крайната победа, което е най-големият му професионален успех.
2008 г.
През 2008 г. Ди Лука отива в отбора на „LPR-Ballan“, но отборът не е канен в никое голямо състезание.
2009 г.
През 2009 година Ди Лука и целият отбор получават Wildcard за Обиколката на Италия. Там печели 4-тия етап и финишира 2-ри на 5-ия, като така успява да поведе в генералното класиран, е носейки  розовата фланелка, и успява да увеличи преднината си, печелейки 10-ия етап. Губи време в двата етапа по часовник и губи розовата фланелка, но остава утехата, че е финиширал втори и че печели фланелката за най-добър спринтьор.
През юли се съобщава, че Ди Лука е използвал допинг по време на Обиколка на Италия. Така Ди Лука получава 2-годишно наказание.

## Големи обиколки
Ди Лука е участвал 9 пъти в Обиколка на Италия като е спечелил 8 етапа и 1 път е печелил обиколката.
Носил е 25 дни  розовата фланелка.
Участвал е в Обиколка на Испания като е спечелил 2 етапа от 3 участия.
Не е носил  златната фланелка.

## Големи победи
Обиколка на Италия (2007)
- Вуелта ал Паис Васко (2005)
- Джиро ди Ломбардия (2001)
- Ла Флеш Валон (2005)
- Лиеж-Бастон-Лиеж (2007)
- Амстел Голд Рейс (2005)

## Кариерни успехи
1999; Кантина Толо-Алексиа Алуминия
1-ви, 1 етап, Джиро Д'амбрузо
2-ри, Джиро ди Ломбардия
2000 Кантина Толо
1-ви, GP Индистрия и Артигианато ди Ларциано
1-ви, Трофео Панталика
1-ви, 1 етап, 2000 Обиколка на Италия
1-ви, 2 етап, Джиро Д'амбрузо
2-ри, Вуелта ал Паис Васко
2001; Кантина Толо-Акуа и Сапоне
1-ви, Джиро ди Ломбардия
1-ви, 4 етап, 2001 Обиколка на Италия
2-ри, 1 етап, Сетмана Каталана
1-ви, Джиро Д'амбрузо
2002; Саеко
1-ви, Джиро дел Венето
1-ви, GP Фред Менгони
1-ви, Трофео Лаигуеглиа
2-ри, Тирено – Адриатико генерално класиране
1-ви, 2 етап Тирено – Адриатико
1-ви, 6 етап Тирено – Адриатико
1-ви, 1 етап, Волта а ла Комунитат Валенсиана
1-ви, 2 етап, 2002 Обиколка на Испания
2003; Саеко
1-ви, Копа Плаци
3-ти, 2003 Амстел Голд Рейс
1-ви, Тре Вали Варесине
1-ви, 4 етап, Тирено – Адриатико
1-ви, Тур де Лигуре
2004; Саеко
1-ви, Трофео Матеати
1-ви, Бриксиа Тур
1-ви, 4 етап, Вуелта а Мурсиа
2-ри, Ла Флеш Валон
4-ти, 2004 Амстел Голд Рейс
2005; Ликуигас
Шампион, 2005 UCI ПроТур
1-ви, 2005 Амстел Голд Рейс
1-ви, 2005 Ла Флеш Валон
1-ви, 2005 Вуелта ал Паис Васко  генерално класиране
1-ви, 1 етап Вуелта ал Паис Васко
4-ти, 2005 Обиколка на Италия генерално класиране
1-ви, 3 етап Обиколка на Италия
1-ви, 5 етап Обиколка на Италия
Носил розовата фланелка  през 5-и етап и от 7-и до 10-и етап
4-ти, 2005 Цюрих-Мецгете
5-и, 2005 Тур де Полша генерално класиране
2006; Ликуигас
1-ви, 5 етап, 2006 Обиколка на Испания
6-и, 2006 Ла Флеш Валон
9-и, 2006 Лиеж-Бастон-Лиеж
2007; Ликуигас
1-ви, Милано-Торино
3-ти, 2007 Амстел Голд Рейс
3-ти, 2007 Ла Флеш Валон
1-ви, 2007 Лиеж-Бастон-Лиеж
1-ви, 3 етап, Сетимана Интернационале Копи е Бартали
1-ви, 2007 Обиколка на Италия
Победител в генерално класиране
1-ви, 4 етап 2007 Обиколка на Италия
1-ви, 12 етап 2007 Обиколка на Италия
Носил розовата фланелка  през 2-ри етап, от 4-ти до 5-и етап и от 12-и до 21-ви етап
2008; LPR-Brakes – Ballan
1-ви, 4 етап & генерално класиране  Сетимана Циклиста Ломбарда
1-ви, Победител в класирането за катерач 2008 Тура на Британия
1-ви, Джиро дел Емилиа
8-и, 2008Обиколка на Италия генерално класиране
2009; LPR-Brakes – Farnese Vini
1-ви, Сетимана Циклиста Ломбарда
1-ви, 1 етап Отборен часовник Джиро дел Трентино
1-ви, 4 етап Джиро дел Трентино
2-ри, 2009 Обиколка на Италия генерално класиране
1-ви, Класиране по точки 
1-ви, 4 етап 2009 Обиколка на Италия
1-ви, 10 етап 2009 Обиколка на Италия
Носил розовата фланелка  от 5-и до 11-и етап
2010; LPR-Brakes – Farnese Vini
1-ви  Национален шампион в общ старт